# Armistead Maupin
Pour les articles homonymes, voir Maupin.
Œuvres principales
- Les Chroniques de San Francisco

Armistead Jones Maupin Jr., né le 13 mai 1944 à Washington, est un écrivain américain.
Il est célèbre pour son feuilleton Tales of the City, dans le journal San Francisco Chronicle, subséquemment publié en neuf romans sous le titre Les Chroniques de San Francisco puis produit pour la télévision, et pour son engagement dans l'acceptation des homosexuels par la société.

## Biographie
Ses parents sont Diana Jane (née Barton) et Armistead Jones Maupin - 'Armistead' et 'Maupin' étant deux noms de famille, selon une tradition du Sud des États-Unis. Peu après sa naissance en 1944, sa famille s'installe à Raleigh en Caroline du Nord où il vit ses premières années.
Vers ses 10 ans, il découvre son aptitude à raconter des histoires en public, qui compense ses faiblesses en sport. Son père, avocat, lui donne une éducation conservatrice.
Il fait ses études à l'Université de Caroline du Nord à Chapel Hill, où il débute dans le journalisme avec le journal indépendant des étudiants de l'université The Daily Tar Heel (en). Après son diplôme en 1966, il s'inscrit pour des études de droit, qu'il abandonne un peu plus tard. Il travaille brièvement avec le très conservateur futur sénateur Jesse Helms, « pour faire plaisir à mon père, parce que quelque part je savais que j'avais ce secret qui un jour le ferait bondir hors de son élément ».
Il s'engage dans la marine et est affecté en Méditerranée et au Viêt Nam dont plusieurs mois sur la frontière cambodgienne.
À son retour il travaille comme journaliste pour l'Associated Press dans un journal de Charleston, puis en 1971 pour le bureau de l'Associated Press à San Francisco. Nouvellement installé dans cette ville qu'il apprécie dès son arrivée, il quitte son travail pour cause d'ennui après cinq mois et écrit « une petite série hebdomadaire » pour le Pacific Sun, journal local, sur une femme nouvellement arrivée à San Francisco et les gens de son immeuble. En 1976, un chroniqueur du San Francisco Chronicle remarque la série et la recommande à son éditeur. Les Chroniques de San Francisco commencent cette année-là dans ce quotidien, une série dont Maupin lui-même est alors loin d'imaginer l'ampleur mondiale que va prendre son succès. Car il y mentionne établissements de bains, drogues et hommes trompant leurs femmes avec d'autres hommes ; les détails graphiques sont rares et, au début, toutes suggestions que deux hommes puissent partager un lit sont faites obliquement. Mais suggestions il y a, et surtout le ton est d'émotion, de chaleur et d'humour - prêt pour le grand public. Or dans les années 1970 mentionner publiquement l'homosexualité est pratiquement inexistant hors des cercles directement concernés et le faire avec humour est une première même dans le milieu libéral de San Francisco. Deux ans plus tard un éditeur lui demande une compilation, dont il assemble les deux premiers volumes en deux semaines. Entre-temps il déclare son homosexualité à ses parents en 1977.
En 1992 la BBC fait un documentaire de une heure sur lui, intitulé Armistead Maupin is a Man I Dreamt Up (« Armistead Maupin est un homme que j'ai rêvé »).
Terry Anderson, son partenaire précédent pendant 12 ans, était lui aussi un activiste du mouvement pour les droits des homosexuels, et est co-auteur du scénario pour le film The Night Listener. Maupin a vécu avec Anderson à San Francisco et en Nouvelle-Zélande. Ian McKellen est un ami et Christopher Isherwood était un guide, ami et influence en tant qu'écrivain,.

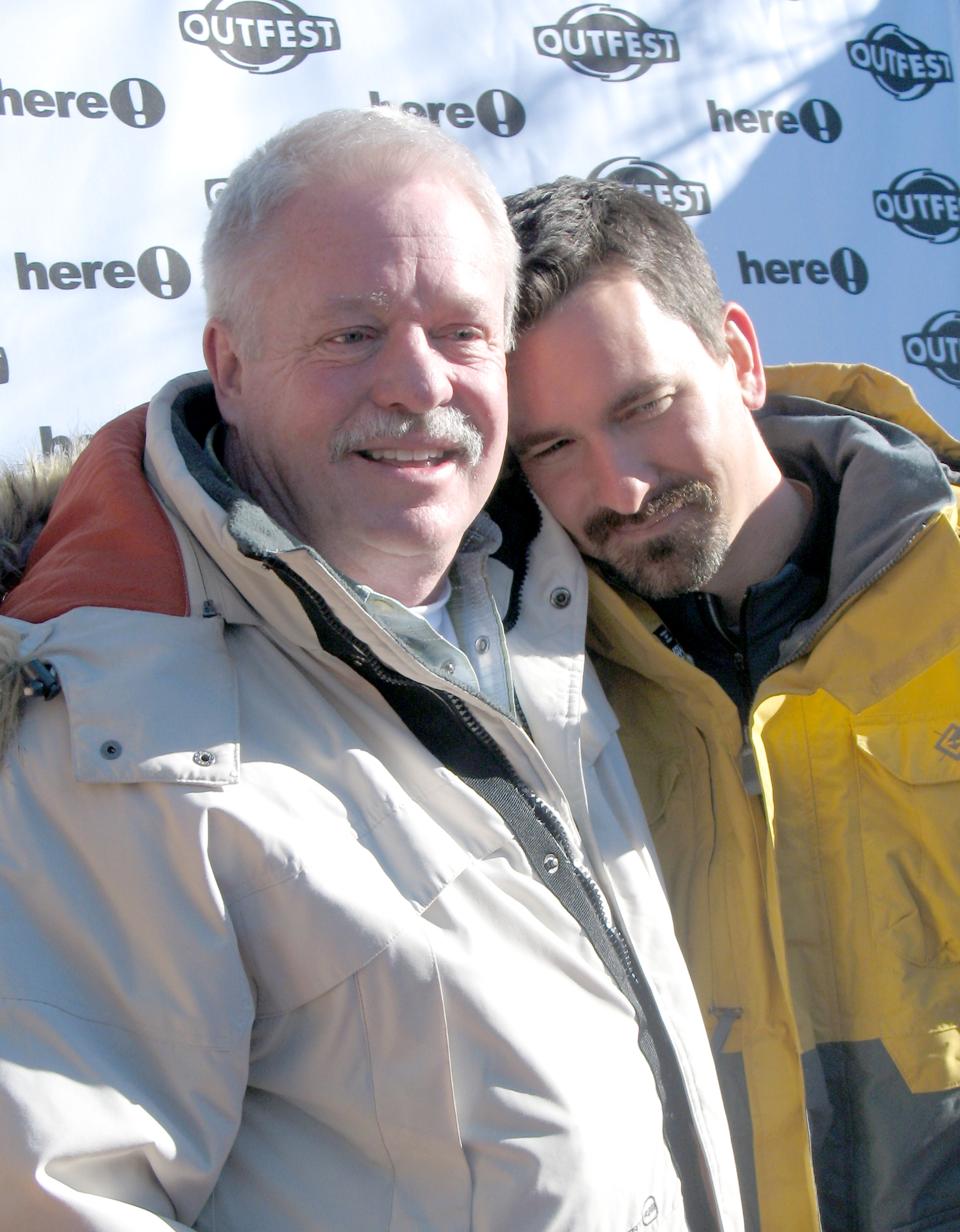
Armistead Maupin (à gauche) et son mari Christopher Turner au Festival du film de Sundance, 2006

Maupin est marié à Christopher Turner, un concepteur de sites internet et photographe rencontré sur un site de rencontres sur internet. Il l'a ensuite « poursuivi sur le Castro (une rue de San Francisco), lui disant, « Didn’t I see you on Daddyhunt.com? » (« ne vous ai-je pas vu sur Daddyhunt.com ? »),. Maupin et Turner se sont mariés à Vancouver, le 18 février 2007, quoique Maupin dit qu'ils se sont mutuellement appelés « mari » pendant les deux années précédentes.
En 2019, il s'installe à Londres  pour fuir l'Amérique de Trump .

## Œuvres

### Les Chroniques de San Francisco
Les Chroniques de San Francisco mettent en scène des habitants de la ville caractérisés par le souci de vivre librement leurs passions, leurs amours, leurs sexualités. Les Chroniques de San Francisco deviennent rapidement un classique de la littérature gay et sont ultérieurement publiées en plusieurs romans, suivis par une série télévisée à succès. Il admettra que deux des personnages principaux de ces chroniques, Michael Tolliver et Mary-Ann Singleton, lui ressemblent beaucoup : "Michael était ce que j’étais en train de devenir, Mary Ann ce que j’avais été". Le personnage de Michael Tolliver, dit "Mouse", sera souvent vu comme une sorte d'alter ego de l'auteur,.
Michael Tolliver lives est sorti le 12 juin 2007 aux États-Unis et sa traduction en français, intitulée Michael Tolliver est vivant, est sortie le 3 avril 2008. Michael Tolliver est l'un des principaux personnages des Chroniques de San Francisco. Dans les remerciements, à la fin du livre, Maupin remercie entre autres l'acteur homosexuel Ian McKellen, le réalisateur John Cameron Mitchell, réalisateur de Hedwig and the Angry Inch et de Shortbus ainsi que Laura Linney qui jouait le rôle de Mary Ann Singleton dans la série TV Tales of the City.
Le huitième volume des Chroniques de San Francisco intitulé Mary Ann in Autumn est publié en novembre 2010 aux États-Unis et au Canada. Sa traduction en français, intitulée Mary Ann en automne, paraît en France le 26 mai 2011.
Le 21 janvier 2014 paraît aux États-Unis The Days of Anna Madrigal, neuvième tome des Chroniques, et le 16 avril 2015 est édité la traduction français sous le titre Anna Madrigal.

### Autres oeuvres
Maupin a également publié d'autres romans, dont Maybe the Moon et Une voix dans la nuit. Maybe The Moon (1992) se présente sous la forme d'un journal intime, celui d'une actrice de petite taille à Hollywood. Son destin tragique et la façon dont elle décrit le « show business » en font un roman poignant. L'actrice qui a inspiré ce roman, Tamara de Tréaux, est celle qui a joué quelques scènes de E.T. l'extra-terrestre et Maupin en profite pour décrire ce qu'il estime être l'attitude déplorable du réalisateur de ce film envers l'actrice de petite taille.
Une voix dans la nuit (2000) conte l'histoire d'une amitié téléphonique entre un écrivain à succès et un enfant de 13 ans atteint du SIDA, victime de pédophiles et ayant écrit son autobiographie ; mais le doute s'élève quand il s'agit de publier cette dernière : est-ce l'ouvrage d'un tel enfant, ou l'invention littéraire d'une jeune femme qui veut manipuler le monde de l'édition ?

### Ses mémoires
En 2017, il publie son autobiographie, intitulée Mon autre famille, qui retrace l’histoire de sa vie longtemps tiraillée entre éducation conservatrice et soif insatiable de liberté, et marquée par les grands moments de l’histoire de son pays, de la guerre du Vietnam à l’élection de Trump en passant par la lutte pour les droits des homosexuels. Le titre du livre, "Famille logique" en version originale, est en miroir à l'expression "famille biologique" : il dépeint en effet dans ses mémoires une galerie de portraits de tous ceux qui l'ont construit. Il y parle de "ses parents, sur qui il pose un regard à la fois sévère et tendre", ses amis, les acteurs, les artistes qu'il a croisés tout au long de sa vie, "ceux qui ont beaucoup compté, et d'autres, comme des apparitions".
Maupin raconte notamment la période de sa vie où il était l'intime de Rock Hudson, star de cinéma mort du sida en 1985, mais aussi de Harvey Milk, militant des droits LGBT et premier maire ouvertement gay qui fut assassiné en 1978, ou de Christopher Isherwood, l'écrivain qui inspira Cabaret avec Liza Minnelli. C'est Armistead Maupin qui révèlera publiquement l'homosexualité cachée de son ami acteur Rock Hudson en 1985, ce qu'il explique ne pas regretter : "Si je ne l’avais pas fait, il serait mort dans le mensonge et la honte, il ne serait pas devenu un héros."
Maupin raconte également être venu en 1971 à San Francisco pour se sentir libre, "s’affranchir d’une éducation conservatrice" et "être homosexuel sans en avoir honte". San Francisco lui "a enlevé un poids énorme de mes épaules: celui de ma propre oppression." Concernant ses écrits à succès, il explique qu'il se cachait derrière ses personnages car savait que ses parents lisaient ses chroniques. L’une d’elles, la lettre de coming out que Michael Tolliver, personnage principal des Chroniques de San Francisco, écrit à ses propres parents, est en fait une déclaration aux siens.
Dans son autobiographie, on constate aussi les désillusions engendrées par le rêve américain selon l'auteur. "Aujourd’hui, ce pays est terriblement triste pour les gens intelligents", disait-il au micro d'Augustin Trapenard en 2018 sur France Inter. Plus particulièrement, il ne reconnaît plus San Francisco : "La vérité est qu’à l’époque on rencontrait de nombreux excentriques cachés dans les coins et recoins de San Francisco. Difficile à imaginer, je sais, à une époque où l’insolite n’est plus qu’un critère parmi d’autres pour vanter les locations saisonnières sur Airbnb."

## Publications

### Chroniques de San Francisco
1. Chroniques de San Francisco, Passage du Marais, 1994 ((en) Tales of the City, 1978)
2. Nouvelles Chroniques de San Francisco, Passage du Marais, 1995 ((en) More Tales of the City, 1980)
3. Autres Chroniques de San Francisco, Passage du Marais, 1996 ((en) Further Tales of the City, 1982)
4. Babycakes, Passage du Marais, 1997 ((en) Babycakes, 1984)
5. D'un bord à l'autre, Passage du Marais, 1997 ((en) Significant Others, 1987)
6. Bye-bye Barbary Lane, Passage du Marais, 1998 ((en) Sure of You, 1989)
7. Michael Tolliver est vivant, L'Olivier, 2008 ((en) Michael Tolliver Lives, 2007)
8. Mary Ann en automne, L'Olivier, 2011 ((en) Mary Ann in Autumn, 2010)
9. Anna Madrigal, L'Olivier, 2015 ((en) The Days of Anna Madrigal, 2014)
10. Mona et son manoir, L'Olivier, 2025 ((en) Mona of the Manor, 2024), trad. Marc Amfreville, 288 p.  (ISBN 978-2-8236-2210-2)

### Romans faisant réapparaître quelques personnages desChroniques de San Franciscocomme personnages secondaires
- Maybe the Moon, 1999 ((en) Maybe the Moon, 1992)
- Une voix dans la nuit, 2001 ((en) The Night Listener, 2000)

### Mémoires
- Mon autre famille, Éditions de l'Olivier, 2018 ((en) Logical Family: A Memoir, 2017)

## Honneurs
Armistead Maupin reçoit un doctorat en Lettres, diplôme honoraire de l'université de Californie du Nord remis le dernier week-end de novembre 2014 lors des cérémonies de début d'année académique (29-30 nov.).
- 1997 : Prix Bill Whitehead for Lifetime Achievement (Publishing Triangle (en))
- 1999 : Capital Award, présenté par GLAAD Media Awards[25]
- 2001 : Gay, Lesbian & Bisexual Book Award[26]
- 2006 : Best Gay Read Award, présenté par the Big Gay Read Literature Festival[27], à Manchester en Angleterre[28]
- 2007 : Barbary Coast, San Francisco (en) Award, présenté par Litquake (en) Literary Festival, San Francisco[29]

Au début des années 2000, un sequoia est planté en son nom dans le AIDS Memorial Grove du Golden Gate Park de San Francisco, pour honorer son incessant soutien aux homosexuels.

## Filmographie

### Adaptation à la télévision
- 1993-2001 : Les Chroniques de San Francisco (Tales of the City, puis More Tales of the City, puis Further Tales of the City), feuilleton télévisé britannico-américain en seize épisodes, réalisé par Alastair Reid, avec Olympia Dukakis, Donald Moffat, Billy Campbell, Chloe Webb et Laura Linney
- 2019 : Les Chroniques de San Francisco, série de dix épisodes produite par Netflix et réalisée par Lauren Morellli à partir du tome Mary Ann en automne. Avec notamment Olympia Dukakis, Laura Linney et Elliot Page.

### Documentaire
- 2010 : Rock Hudson, beau ténébreux (All. diffusé sur Arte le 2010/10/10), un documentaire réalisé par Andrew Davies et André Schäfer sur Rock Hudson, montre Armistead Maupin évoquant sa relation avec la star.

- 2017 : The Untold Tales Of Armistead Maupin (diffusé sur Netflix), un documentaire réalisé par Jennifer M. Kroot, raconte la vie d'Armistead Maupin, avec de nombreux témoignages dont ceux de Laura Linney (Marie Ann Singleton dans l'adaptation télévision des Chroniques), Olympia Dukakis (qui interprétait Anna Madrigal), Sir Ian McKellen, Jonathan Groff (acteur gay jouant le personnage principal de la série Looking).